# Alicún de Ortega (kommunhuvudort)
Alicún de Ortega är en kommunhuvudort i Spanien.   Den ligger i provinsen Provincia de Granada och regionen Andalusien, i den södra delen av landet, 300 km söder om huvudstaden Madrid. Alicún de Ortega ligger 692 meter över havet och antalet invånare är 566.
Terrängen runt Alicún de Ortega är huvudsakligen lite kuperad. Alicún de Ortega ligger nere i en dal. Runt Alicún de Ortega är det glesbefolkat, med 10 invånare per kvadratkilometer. Närmaste större samhälle är Cabra del Santo Cristo, 17,0 km nordväst om Alicún de Ortega. Trakten runt Alicún de Ortega består till största delen av jordbruksmark.